# Halicyclops ytororoma
Halicyclops ytororoma – gatunek widłonoga z rodziny Halicyclopidae,. Nazwa naukowa tych skorupiaków została opublikowana w 1993 roku przez brazylijskich zoologów Carlosa Eduarda Falavigna da Rocha i Guilherme Ribeiro Lotufo z Universidade de São Paulo. Gatunek ten został ujęty w Katalogu Życia.